# Victor Abagna Mossa

Wappen von Victor Abagna Mossa

Victor Abagna Mossa (* 18. Juni 1946 in Makoua, Republik Kongo) ist ein kongolesischer Geistlicher und emeritierter römisch-katholischer Erzbischof von Owando.

## Leben
Victor Abagna Mossa empfing am 29. Dezember 1974 das Sakrament der Priesterweihe für das Bistum Fort-Rousset.
Am 11. Februar 2011 ernannte ihn Papst Benedikt XVI. zum Bischof von Owando. Der Erzbischof von Kinshasa, Laurent Kardinal Monsengwo Pasinya, spendete ihm am 26. März desselben Jahres die Bischofsweihe; Mitkonsekratoren waren der Bischof von Coutances, Stanislas Lalanne, und der Apostolische Nuntius in der Republik Kongo, Erzbischof Jan Romeo Pawłowski. Die Amtseinführung erfolgte am 3. April 2011. Sein Wahlspruch lautet In verbo tuo (Auf dein Wort hin).
Mit der Erhebung des Bistums Owando am 30. Mai 2020 wurde er zu dessen erstem Erzbischof ernannt.
Papst Franziskus nahm am 20. August 2023 seinen altersbedingten Rücktritt an.